# Будо-Вороб'ї
Бу́до-Вороб'ї́ (Буда-Вороб'ївська, до 1870 — Буда-Ясенівська) — село в Україні, у Малинській міській територіальній громаді Коростенського району Житомирської області. Кількість населення становить 299 осіб (2001). У 1923—2020 роках — адміністративний центр колишньої Будо-Вороб'ївської сільської ради.

## Загальна інформація
Розташоване за 25 км від Малина та за 20 км від залізничної станції Малин.

## Населення
Наприкінці 19 століття кількість населення становила 713 осіб, дворів — 132. Відповідно до результатів перепису населення Російської імперії 1897 року, загальна кількість мешканців села становила 770 осіб, з них: православних — 745, чоловіків — 359, жінок — 411.
У 1906 році нараховувалося 866 жителів, дворів — 145, у 1911 році — 946 осіб, дворів — 145, у 1923 році — 299 дворів та 1 264 мешканці, у 1926 році — 1 303 осіб, дворів — 310, у 1941 році — 843 особи, дворів — 271.
Станом на 1972 рік кількість населення становила 547 осіб, дворів — 220.
Відповідно до результатів перепису населення СРСР, кількість населення, станом на 12 січня 1989 року, становила 385 осіб. Станом на 5 грудня 2001 року, відповідно до перепису населення України, кількість мешканців села становила 299 осіб.

### Мова
Розподіл населення за рідною мовою за даними перепису 2001 року:
| Мова       | Кількість | Відсоток |
| ---------- | --------- | -------- |
| українська | 290       | 96.99%   |
| російська  | 9         | 3.01%    |
| Усього     | 299       | 100%     |

## Історія
Вперше згадується 1705 року. Засноване на початку 19 століття як поселення при поташевому заводі. Належало до Вороб'ївського маєтку. Колишня власність Трипільських, у 1848 році — Матушевичів. До 1870 року мало назву Буда-Ясенівська. В другій половині 19 століття с. Буда-Ясенівка входило до православної парафії с. Старі Вороб'ї, за 5 верст.
Наприкінці 19 століття — Буда-Ясенівка (пол. Buda Jasionówka, Buda Wróblowiecka, Buda Worobiewska), село Базарської волості Овруцького повіту Волинської губернії, за 79 верст від Овруча. Належало до православної парафії в Старих Вороб'ях, за 3 версти. 1898 року в селі збудовано власну церкву.
У 1906 році — Буда-Вороб'ївська (рос. Буда-Воробьевская), село Нововороб'ївської волості (1-го стану) Овруцького повіту Волинської губернії. Відстань до повітового центру, м. Овруч, становила 83 версти, до волосного центру, с. Нові Вороб'ї — 8 верст. Найближче поштово-телеграфне відділення розташовувалося в містечку Малин. У 1913 році в селі відкрито однокласне початкове училище.
У 1923 році — сільце Буда-Вороб'ївська, увійшло до складу новоствореної Будо-Вороб'ївської сільської ради, котра, 7 березня 1923 року, включена до складу новоутвореного Базарського району Коростенської округи, адміністративний центр ради. Відстань до районного центру, міст. Базар, становила 26 верст.
2 березня 1927 року, відповідно до рішення Президії Коростенської ОВК (протокол № 46/200 «Про передачу Ново-Вороб'ївської сільради Базарського району до складу Малинського району», село, в складі сільської ради, передане до Малинського району Коростенської округи. На 1 вересня 1946 року, відповідно до довідника з адмінустрою 1946 року — с. Буда-Вороб'ї.
На фронтах Другої світової війни воювали 163 селян, 126 з них загинули, 37 нагороджені орденами й медалями.
В радянські часи в селі розміщувалася виробнича бригада колгоспу, були восьмирічна школа, клуб, бібліотека, фельдшерсько-акушерський пункт. На 1 січня 1972 року, відповідно до довідника з адмінустрою — с. Будо-Вороб'ї.
12 червня 2020 року, відповідно до розпорядження Кабінету Міністрів України № 711-р від 12 червня 2020 року «Про визначення адміністративних центрів та затвердження територій територіальних громад Житомирської області», територію та населені пункти Будо-Вороб'ївської сільської ради Малинського району Житомирської області включено до складу Малинської міської територіальної громади Коростенського району Житомирської області.

## Сільська церква
У селі збереглася дерев'яна церква Казанської Ікони Божої Матері, збудована 1898 року. Час спорудження вибито на закладному камені-жорні, вмурованому до підмурівка. Розміщується за будівлею сільради. Шатрову дзвіницю та купол знесено 1963 року. Церква має просте декорування, з горизонтальною шалівкою, прямокутними вікнами. Лише у вівтарному зрубі два шестикутних вікна та одне кругле, слухове. За переказами, в часи Другої світової війни німці збиралися спалити церкву разом з мешканцями, але щось їм завадило. Після війни пристосована комуністами під клуб: було знесено верх храму, хори та частину декору, добудовано балкон. У 1992 році церкву повернуто вірянам, відновилися богослужіння.